# Gennaro Antonio Federico
Gennaro Antonio Federico (... – Napoli, 1744) è stato un librettista italiano, fra i più celebri della Napoli del Settecento.
Nato forse a Napoli tra la fine del XVII secolo e l'inizio del XVIII, avvocato di professione, fu attivo come librettista in quella città, scrisse commedie in prosa e libretti per componimenti sacri, opere buffe e intermezzi. Durante la sua attività librettistica l'opera comica napoletana mutò carattere, passando dall'uso del linguaggio dialettale (tipico della commedia dell'arte) all'impiego di un gergo più italianizzato.
L'opera più riuscita del Federico è il libretto de Lo frate 'nnamorato (1732), mentre il suo testo più popolare è l'intermezzo La serva padrona (1733), entrambi messi in musica da Giovanni Battista Pergolesi. Riscosse un certo successo anche l'opera buffa Amor vuol sofferenza, messa in musica da Leonardo Leo. Viene generalmente considerato, insieme a Francesco Antonio Tullio, il massimo librettista di scuola napoletana della prima metà del Settecento.

## Libretti
- La Zita (opera buffa; musicato da Costantino Roberto, 1731)
- Lo frate 'nnamorato (commedia musicale; musicato da Giovanni Battista Pergolesi, 1732)
- L'Ippolita (opera buffa; musicato da Nicola Conti, 1733)
- L'Ottavio (commedia per musica; musicato da Gaetano Latilla, 1733 e da Pietro Alessandro Guglielmi, 1760)
- La serva padrona (intermezzo; musicato da Giovanni Battista Pergolesi, 1733, da Girolamo Abos, 1744, da Pietro Alessandro Guglielmi, 1780 e da Giovanni Paisiello, 1781)
- Gl'Ingannati (commedia per musica; musicato da Gaetano Latilla, 1734)
- La marina de Chiaja (chelleta, revisione di un libretto precedente; musicato da Pietro Pulli, 1734)
- Il Flaminio (commedia per musica; musicato da Giovanni Battista Pergolesi, 1735)
- Il Filippo (opera buffa; musicato da Costantino Roberto, 1735)
- I due baroni (opera buffa; musicato da Giuseppe Sellitto, 1736)
- La Rosaura (opera buffa; musicato da Domenico Sarro, 1736)
- La Teodora (opera sacra; musicato da Papebrochio Fungoni, 1737)
- Gismondo (commedia per musica; musicato da Gaetano Latilla, 1737)
- Da un disordine nasce un ordine (opera buffa; musicato da Vincenzo Legrenzio Ciampi, 1737)
- Il conte (dramma giocoso per musica; musicato da Leonardo Leo, 1738)
- Inganno per inganno (opera buffa; musicato da Nicola Bonifacio Logroscino, 1738)
- La locandiera (scherzo comico per musica; musicato da Pietro Auletta, 1738)
- Ortensio (commedia per musica; musicato da Giovan Gualberto Brunetti, 1739)
- Amor vuol sofferenza (commedia per musica; musicato da Leonardo Leo, 1739 e da Nicola Bonifacio Logroscino come La finta frascatana, 1751)
- La Beatrice (opera buffa; musicato da Vincenzo Legrenzio Ciampi, 1740)
- L'Alidoro (commedia per musica; musicato da Leonardo Leo, 1740; musicato da Matteo Capranica come L'Aurelio, 1748)
- L'Alessandro (commedia per musica; musicato da Leonardo Leo, 1741)
- La Lionara (opera buffa; musicato da Vincenzo Legrenzio Ciampi, 1742 e da Nicola Bonifacio Logroscino, 1743)
- Il fantastico od Il nuovo Chisciotte (commedia per musica, da Miguel de Cervantes; musicato da Leonardo Leo, 1743)
- Il copista burlato (commedia; musicato da Antonio Sacchini, 1759)